# Sisek
Sisek (hrvaško Sisak) je mesto v osrednji Hrvaški. Po podatkih iz leta 2001 je imela mestna občina (hrv. Grad Sisak) 52.236 prebivalcev (2021 le še 40.185), po štetju iz leta 2011 je imelo samo mesto-naselje 33.000 (2021 samo 27.859) in je administrativno središče Siško-moslavške županije, od 2009 pa tudi sedež novoustanovljene rimskokatoliške škofije. V Sisku ima sedež Metalurška fakulteta Univerze v Zagrebu zaradi tamkajšnje železarne oz. jeklarne.
Mesto Sisek leži na 98 m nadmorske višine, na jugozahodnem delu Panonske nižine, ob rekah Kolpi, Savi in Odri (ob izlivu reke Odre v Kolpo in Kolpe v Savo), rodovitnem in močvirnatem območju panonske ravnice. Klima je kontinentalna. 

## Ime
Sisek je v svoji zgodovini spremenil več imen. Prvo je bilo ilirsko-keltsko ime Segestica, po tem pa rimsko Siscia in ime v srednjeveški latinščini Siscium. Ime je bilo v različnih kajkavskih grafijah: Sissek, Sziszek, Sciteck, Zysek, Sziscium, Scytzyc, Zitech, Scyteck. V 19. stoletju je mesto dobilo tudi štokavsko ime: Sziszak in končno Sisak.

## Zgodovina
Sisak je eno najstarejših naselij osrednje Hrvaške. Arheološki sledovi njegove poselitve segajo v 4. stoletje pred našim štetjem.                                                                                                                                                                                                                                                                                                                                                                                                                                      V 1. stoletju našega štetja je bilo na območju današnjega Siska ustanovljeno rimsko vojaško taborišče - Siscija, ki je kmalu pridobilo status mesta in kasneje status glavnega mesta province Panonije - Savio.       
Leta 1593 je pri mestu potekala bitka pri Sisku med cesarsko in osmansko vojsko.                                                                                                                                          Po umiku Turkov v 18. in 19. stoletju je Sisak doživel gospodarski in urban razcvet in v 20.                                                                                                                                                                                                                                                                                                                                                                                                                                             stoletju postal eno največjih industrijskih mest na Hrvaškem (rafinerije nafte, jeklarna, rečno pristanišče, mlinske proizvodnje ter pekarne).                                                                                                                                                 Sisak se danes vse bolj posveča turizmu, še posebej zahvaljujoč zaščiti mokrišča Lonjsko polje s podeželsko leseno arhitekturo, turistične zanimivosti pa so tudi staro mestno jedro Siska (privlačno središče mesta vzdolž Kolpe), Stari most - prvi lesen most na reki Kolpi, in  arheološki park Siscia z ostanki rimske arhitekture.

## Demografija
| Pregled števila prebivalcev občine/mesta po letih | Pregled števila prebivalcev občine/mesta po letih | Pregled števila prebivalcev občine/mesta po letih | Pregled števila prebivalcev občine/mesta po letih | Pregled števila prebivalcev občine/mesta po letih | Pregled števila prebivalcev občine/mesta po letih | Pregled števila prebivalcev občine/mesta po letih | Pregled števila prebivalcev občine/mesta po letih | Pregled števila prebivalcev občine/mesta po letih | Pregled števila prebivalcev občine/mesta po letih | Pregled števila prebivalcev občine/mesta po letih | Pregled števila prebivalcev občine/mesta po letih | Pregled števila prebivalcev občine/mesta po letih | Pregled števila prebivalcev občine/mesta po letih | Pregled števila prebivalcev občine/mesta po letih |       |       |
| ------------------------------------------------- | ------------------------------------------------- | ------------------------------------------------- | ------------------------------------------------- | ------------------------------------------------- | ------------------------------------------------- | ------------------------------------------------- | ------------------------------------------------- | ------------------------------------------------- | ------------------------------------------------- | ------------------------------------------------- | ------------------------------------------------- | ------------------------------------------------- | ------------------------------------------------- | ------------------------------------------------- | ----- | ----- |
| 1857                                              | 1869                                              | 1880                                              | 1890                                              | 1900                                              | 1910                                              | 1921                                              | 1931                                              | 1948                                              | 1953                                              | 1961                                              | 1971                                              | 1981                                              | 1991                                              | 2001                                              | 2011  | 2021  |
| 2630                                              | 4645                                              | 5977                                              | 6614                                              | 7538                                              | 8530                                              | 9301                                              | 11860                                             | 13293                                             | 19238                                             | 26647                                             | 38458                                             | 43494                                             | 45792                                             | 52236                                             | 47768 | 40185 |